# Düsseldorf Flughafen Terminal
Düsseldorf Flughafen Terminal – stacja kolejowa w Düsseldorfie, w kraju związkowym Nadrenia Północna-Westfalia, w Niemczech. Stacja położona jest w terminalu portu lotniczego. Znajduje się tu 1 peron.
| Düsseldorf Flughafen Terminal                                |
| 'Linia Düsseldorf-Unterrath – Düsseldorf Flughafen Terminal' |
| Düsseldorf-Unterrath                                         |